# Uma Escola Atrapalhada
Uma Escola Atrapalhada é um filme brasileiro de 1990, do gênero comédia infanto-juvenil, dirigido por Antônio Rangel e estrelado por Angélica e Supla. Apesar de ser comercializado como um "filme de Os Trapalhões", a trupe aparece apenas em papéis coadjuvantes, não protagonizando-o. A decisão de fazer um filme no qual não seriam protagonistas partiu do próprio grupo, visualizando lançar jovens atores ao estrelato.
O filme marca a estreia de Selton Mello no cinema. É também o último com a participação de Zacarias, que faleceu pouco mais de um mês depois da estreia do filme.. Seu personagem, assim como os de Dedé Santana e Mussum, faz apenas uma breve aparição.

## Enredo
Sob a direção de Dona Alma e os olhares rigorosos do inspetor Anselmo, começa o ano letivo na Escola Mateus Rosée. A escola está passando por problemas financeiros, e Dona Alma expulsa um cobrador do prédio do colégio, afirmando que nunca irá vendê-lo. O "mago" Mumu, um vendedor de cachorro-quente e pai de santo, vê toda a confusão e espanta o cobrador.
Enquanto isso, o mauricinho Renan confronta os novatos Alan, Alex, Ricardo e Rafael, sob observação de Carlão, o aluno mais popular do colégio. Natália e Isabela também agem com zombaria em relação aos novatos, que estão vindo transferidos de outro colégio, dizendo que a sala - quase que totalmente vazia - é dividida em alas ocupadas por famílias tradicionais na escola. Quando Rafael reage, ameaçando bater em Renan, Carlão interfere e acalma, em termos, os ânimos. Vinagre também interfere, avisando que o professor Chopin Luís está chegando. Após a entrada do professor em sala, chega a misteriosa Tamí, atraindo imediatamente a atenção de Carlão. Paula, namorada de Carlão, percebe. Chopin Luís apresenta Alan, Alex, Ricardo, Rafael e Tamí aos alunos, e começa a aula.
Depois da aula, Dona Alma conta aos professores Léo e Lisa que documentos importantes da escola foram roubados, e anuncia que há um sabotador entre eles. Anselmo prontamente acusa o zelador, Didi, de ser o sabotador, uma vez que ele não está presente. Lisa defende Didi das acusações de Anselmo, afirmando que Didi adora a escola e não seria capaz de fazer isso. Dona Alma apoia Isa, afirmando que ela e Didi são amigos há muitos anos e ele não seria capaz de traí-la.
Tamí fala ao telefone com uma pessoa não identificada, implorando que a pessoa não telefone ao colégio, pois a colocaria em risco. Ela acalma a pessoa e se despede.
Na aula de arte, Natália, Beta, Paula e Isabela começam a falar de Tamí, com Beta chamando Tamí de pobre, revoltada, metida e violenta. Beta afirma ainda que Tamí se acha bonita, e Carlão defende Tamí dizendo que ela é bonita, sim.
Ainda durante a aula de arte, Isabela, que é namorada de Renan, começa a trocar olhares com Ricardo, e Renan percebe. Isabela deixa cair uma esponja, e Ricardo pega e a entrega a ela. Renan, porém, pega a esponja antes de Isabela e a joga no lixo diante de Ricardo, que se afasta. Isabela diz então que Renan é grosso, e comenta com Carlão que não aguenta mais o namorado. Carlão diz que Isabela já conhece Renan e diz para ela ignorá-lo. Paula pergunta se Carlão vai começar a defender os novatos, e Carlão pede um tempo a ela. Paula se queixa com Beta e culpa Tamí pelo que está acontecendo. Beta diz que tudo em Tamí é falso; Tamí ouve e joga tinta vermelha em Beta. Enquanto os outros alunos começam a rir e zombar de Beta, Tamí sai da sala com Alan, Alex, Ricardo e Rafael. Na confusão, Beta é levada por Anselmo para a direção.
Carlão confronta Tamí em defesa de Beta, mas Tamí o ignora. Carlão diz que Beta está prejudicada no colégio por culpa de Tamí, e que Tamí pode se dar muito mal se continuar assim. A garota se defende, dizendo que não tem medo de Carlão e que ele vai ter que correr muito para alcançá-la. Os dois disputam uma corrida, e Tamí está ganhando até que derrapa e cai. Porém, a queda de Tamí foi uma artimanha de Renan, que jogou areia no chão onde Tamí ia passar para que ela caísse e Carlão vencesse. Alan, que viu tudo, interfere na celebração da vitória de Carlão e conta toda a verdade.
Enquanto se preparam para dormir, Beta, Isabela, Paula e Natália comentam o que aconteceu, com Isabela demonstrando revolta pela postura de Renan, e Beta apoiando-o. Natália chama Renan de covarde, e Isabela se pergunta o que Renan não seria capaz de fazer com ela, afirmando para Paula que Carlão também está envolvido, mas Paula defende Carlão. Cida entra e diz a Isabela que Renan está na frente do colégio berrando por ela; Isabela decide ir conversar com Renan e rompe o namoro com ele. Renan diz a Isabela que é capaz de fazer uma besteira e afirma que tem o apoio da mãe de Isabela; a garota não dá ouvidos e sugere que ele peça a mão da mãe dela em casamento, indo embora em seguida enquanto Renan grita por ela. Depois que Renan vai embora, Ricardo, que ouvia a conversa toda, aparece, sorridente.
Enquanto isso, Didi, que está voltando para o colégio, é ameaçado por um ladrão com canivete, mas se defende com uma peixeira. Dois assaltantes tentam levar a sacola de Didi, mas a cobra de estimação do zelador os espanta. Na escola, Vinagre dá um susto em Beta durante a aula de biologia. A aula é interrompida pela chegada de Didi, que é recebido com festa pelos alunos e por Lisa. A cobra de Didi escapa da sacola e sobe na perna de Beta, que a princípio pensa tratar-se de outra brincadeira de Vinagre. Porém, quando Beta descobre que é uma cobra, os alunos fazem a maior confusão e fogem correndo da sala. Dona Alma também recebe Didi com festa, deixando Anselmo com ciúme, o que Didi percebe.
Depois da aula, Rafael comenta que está apaixonado por Natália, enquanto Alan elogia Paula. Renan aparece e vê a proximidade de Ricardo e Isabela. Rafael finge que está se afogando na piscina da escola, é salvo por Natália e rouba um beijo, deixando Natália furiosa.
Cida comenta com Dona Alma que material da escola tem sido roubado. Dona Alma faz uma consulta com Mumu, que lhe ensina a fazer um feitiço para descobrir quem é o traidor. Léo observa Lisa conversando com Didi enquanto Didi trabalha, e Lisa pede a Didi que lhe conte qual é o maior sonho dele. Didi diz que tem dois sonhos, mas que um deles é segredo. Lisa diz que Didi não pode ter vergonha dela, mas Didi afirma que Lisa está nele, e conta seu segundo sonho: ser artista de cinema. Lisa insiste que ele conte o outro, mas ele muda de assunto.
Na sala de arte, Alan vê, escondido, enquanto Paula rompe com Carlão, afirmando que o jeito dele de lidar com as situações é diferente do dela. Paula acusa Carlão de ser culpado pela queda de Tamí na corrida, e ele se defende, dizendo que não precisava de truques para ganhar de Tamí. Carlão diz que Tamí é ridícula; Paula retruca que Tamí pode ser ridícula, mas que ele não consegue tirar os olhos dela e que ele mudou desde que Tamí chegou na escola. Revoltado, Carlão sai da sala e deixa Paula sozinha. Alan se aproxima para consolá-la e tenta se declarar, mas não consegue, e Paula sai correndo, atrasada para uma prova.
Durante a prova, Rafael manda um bilhetinho para Natália, pedindo desculpas. Beta, curiosa, se joga da cadeira quando Natália atira o bilhete de volta para Rafael, e é repreendida por Lisa. Ricardo e Isabela trocam olhares. Tamí ajuda Beta a colar na prova, e Carlão vê.
Depois do treino de Natália, Rafael se aproxima e pede a Léo que os deixe sozinhos para conversarem. Rafael, com ciúme, diz que Léo gosta de beijar as meninas, mas depois de levar uma bronca de Natália, ele se desculpa e enche Natália de elogios. Achando graça, ela dá um beijo no rosto de Rafael e se afasta.
Renan flagra Alan aos beijos com Paula em uma sala e vai direto contar para Carlão, que está ensaiando no auditório com Vinagre. Carlão não dá ouvidos, e Vinagre aconselha que Renan desista de Isabela. Carlão observa Tamí com Alex, Ricardo e Isabela e decide abordá-la, mas Vinagre impede quando Tamí abraça Alex. Carlão e Rafael jogam vôlei no mesmo time, e perdem; irritado, Carlão joga uma bola em Rafael e leva uma bronca de Natália. Irritada, Tamí dá uma joelhada em Carlão, e ele revida com um tapa.
Léo repreende Carlão pela agressão a Tamí e afirma que ele vai acabar sozinho se continuar assim. Já Dona Alma dá uma bronca em Tamí pela agressão a Carlão e diz que vai precisar ligar para a família de Tamí, mas a menina implora que ela não faça isso. Cida diz que Tamí devia aceitar a ajuda da família, mas Tamí diz que não é justo que Dona Alma chame a família dela ao colégio logo agora que ela está começando a se ajustar. Cida fica curiosa sobre a identidade da família de Tamí, e Tamí confirma que eles são muito pobres; Cida afirma que pobreza não é doença, mas a conversa das três é interrompida quando Paula, Beta, Natália e Isabela entram na sala e declaram apoio a Tami.
Renan espia Ricardo e Isabela namorando e, depois que Ricardo se afasta, confronta a garota, mas Isabela o ignora. Dona Alma recebe uma ligação anônima que afirma que há uma bomba no colégio. Enquanto a atrapalhada dupla de caça-bombas Dedé e Zacarias procuram a bomba, Tamí aproveita para telefonar sem ser vista na sala de Dona Alma. Carlão se aproxima perguntando se a garota achou a bomba, mas Tamí tenta escapar. Carlão a impede e pede que ela o chame se ela encontrar a bomba, já que pode ser perigoso, e ela é muito bonita para se machucar. Tamí pede que ele a largue, mas ele se recusa e diz que precisa falar com ela; Tamí lamenta que ele queira falar com ela depois do que ele lhe fez.
Graças a uma brincadeira de Vinagre, Dedé e Zacarias pensam ter encontrado uma nova bomba no colégio. Eles fogem desesperados, levando Didi e Mumu consigo. A van dos Caça-Bombas explode (e a peruca de Zacarias acaba queimada). Didi então exclama: "Tá vendo o que dá, entrar em filmes dos outros!".
Depois que a verdadeira bomba é encontrada, todos comemoram o aniversário de Cida. Vinagre e Carlão enchem Cida de elogios, mas são interrompidos por Tamí. Cida aproveita para levar Vinagre embora, deixando Carlão e Tamí sozinhos. Rola um clima, e Tamí sorri, mas Natália leva Tamí embora. Pouco depois, Carlão diz a Tamí que sabe que ela gosta dele. Tamí não responde; apenas sorri e se afasta. Carlão comemora.
Ainda durante a festa, os casais formados dançam juntos. Renan, bêbado e com ciúme de Isabela, se aproxima e separa Ricardo e Isabela; Ricardo se defende empurrando o rival e a briga se alastra. Carlão intervém enfiando uma torta no rosto de Renan, que vira motivo de risos. Para se vingar, no dia seguinte, Renan liga para Ingrid, a mãe de Isabela, e a envenena contra Ricardo. Ingrid vai à escola e dá um ultimato a Alma: se Ricardo não for expulso, ela vai transferir Isabela para outra escola. Alma não cede, e Isabela afirma que só morta sai do Mateus Rosée. Depois do apelo do marido, Ingrid concorda que Isabela fique, mas só se for sob vigilância. Renan e Anselmo sorriem um para o outro, triunfantes.
Léo e os alunos se preparam para acampar, e Anselmo tenta acompanhá-los, para vigiar Ricardo e Isabela. Os dois aproveitam para escapar sem ser vistos, mas são pegos no flagra por Renan, que os ameaça, mas Isabela diz que não é culpa de ninguém se ela deixou de gostar dele.
Enquanto isso, Tamí está caminhando na mata quando encontra Carlão. Desconfortável, ela tenta ir embora, mas ele a impede e, depois de hesitar, pede que Tamí fique com ele. Tamí pede um tempo a Carlão, e ele concorda.
Didi vê Léo com Lisa. Na volta ao colégio, Dona Alma anuncia que o colégio vai promover um concurso de bandas. Vinagre percebe o clima entre Carlão e Tamí. Aproveitando que Ingrid está viajando, Isabela escapa com Ricardo do colégio e o leva para sua casa. Tamí também sai do colégio e é vista por Carlão encontrando-se com um rapaz de carro. Ele conclui que é o namorado de Tamí e fica arrasado.
Chopin Luís ensaia com Ricardo, Rafael, Alan e Alex, e Anselmo aborda Carlão depois que eles saem, insinuando que um acidente pode destruir os instrumentos dos rapazes. Tamí tenta falar com Carlão depois que Anselmo sai, mas o rapaz a destrata. Tamí fica confusa, mas Carlão afirma que a viu com o rapaz na noite anterior e a manda sumir de sua vida. Tamí chora.
Didi vai embora sem se despedir de ninguém, e Lisa fica desolada. Isabela diz a Ricardo que está grávida e se desespera com a reação da mãe; Ricardo diz que eles precisam pedir ajuda de outra pessoa. Anselmo ouve, culpa Alma pelo estado do colégio e é demitido; em retaliação, ele ameaça contar a Ingrid o que está acontecendo com Isabela e ir aos jornais.
Isabela desabafa com Lisa sobre sua gravidez, e é consolada; depois, conversa com Paula, Natália e Beta sobre seus sintomas, e Paula diz que está sentindo a mesma coisa. Beta oferece calmantes para Isabela, e Natália explode acusando a amiga de querer matar o bebê de Isabela, que ela chama de Luís Henrique. As outras estranham e Natália diz que tem vontade de batizar um filho com esse nome. Isabela se desespera de ansiedade e recebe o apoio das amigas. Ricardo, também ansioso, espera pela vinda de Lisa com o exame e recebe o apoio de Rafael, Alex e Alan.
Tamí, angustiada pela situação com Carlão, pede a ajuda de D. Alma, que tenta consolá-la. Tamí chora e lamenta que Carlão nunca vá perdoá-la pelo que viu. D. Alma incentiva Tamí a lutar por Carlão; a garota implora que Carlão a ouça, mas o rapaz recusa-se. Cida, que está ouvindo a discussão e sendo usada como mensageira, briga com Carlão e manda que ele escute Tamí, mas ele vai embora.
Lisa chega com o exame de Isabela; o resultado foi negativo.
Os alunos comemoram o fim das provas. Beta vê Tamí isolada num canto, triste por causa de Carlão, e tenta animá-la dizendo que convidou Carlão. Vinagre diz que Carlão mudou e pergunta a Tamí o que aconteceu, oferecendo ajuda. Tamí diz apenas que errou com Carlão e sai da festa. Ela o vê num corredor e se anima; ele vai embora e vê uma silhueta, que segue até o porão. Tamí hesita, mas segue Carlão.
Carlão acha os materiais roubados do colégio numa ala abandonada, e vê Anselmo, em surto, falando sozinho sobre D. Alma. Tamí e Carlão são pegos no flagra por Anselmo e rendidos sob a mira de um revólver.
D. Alma se desespera ao perceber que as provas foram roubadas, e depois é abordada pelos alunos e por Cida, que procuram Tamí, Carlão e Anselmo. Amarrados no sótão, Tamí e Carlão discutem a relação, com Tamí reclamando que Carlão não confia nela. Anselmo interfere e diz que eles vão ser os primeiros alunos a serem "limpos".
Vinagre e Cida procuram Carlão, Tamí e Anselmo no sótão. Cida tenta agarrar Vinagre, mas ele escapa, e Cida sai sem ver Anselmo. Tamí consegue soltar a corda de Carlão, que parte para cima de Anselmo. Anselmo, porém, nocauteia Carlão e leva Tamí embora.
O rapaz com quem Carlão viu Tamí (que, segundo D. Alma, se chama Décio Azeredo Palmeira de Castro) chega à escola exigindo ver Tamí, mas D. Alma tenta despistá-lo e manda Cida ir atrás da garota.
No sótão, Carlão acorda e sai atrás de Anselmo e Tamí. Vinagre estranha ao ver Anselmo, que leva Tamí, amordaçada, para o telhado. Tamí tenta escapar de Anselmo, mas não consegue. Vinagre entra correndo no escritório de D. Alma e conta a ela e Décio que Anselmo está ameaçando jogar Tamí do telhado. No chão, D. Alma tenta acalmar Anselmo, enquanto Carlão e Décio se aproximam discretamente para salvar Tamí. Décio tenta argumentar com Anselmo, até que Carlão consegue fazê-lo soltar Tamí, que é resgatada por Décio.
No pátio, Cida reclama que D. Alma nunca lhe contou que Décio era namorado de Tamí, mas D. Alma revela que Décio, na verdade, é irmão de Tamí. Décio e Tamí são órfãos de pai, que deixou toda a fortuna para os dois.
Carlão se revolta por Tamí ter guardado esse segredo e por ela achar que ele ia querer o dinheiro dela; Tamí tenta explicar que não tinha como desmentir a história, mas Carlão afirma que fez papel de bobo, tendo ciúme de Décio, e pergunta a Tamí como pode acreditar que ela não vai mais mentir para ele, indo embora em seguida. Tamí chora, mas Carlão volta e os dois, finalmente, se acertam.
Lisa e Léo se casam com todos os alunos presentes (Tamí pega o buquê de noiva) e, a caminho da lua-de-mel, Lisa encontra Didi na estrada, vestindo farrapos como um mendigo. Didi tenta convencer Lisa de que está bem, e a manda ir embora; na verdade, Didi estava protagonizando seu primeiro filme, e Lisa interrompeu a gravação.
Chopin Luís apresenta Ricardo, Rafael, Alan e Alex como os últimos concorrentes do concurso de bandas: o Grupo Polegar. O grupo canta a música "Sou como Sou" para o agito da galera. Enquanto o show rola, Anselmo vai embora cabisbaixo e derrotado do colégio. Depois vemos o Polegar embarcando para sua primeira turnê.

## Elenco
| Ator/Atriz                        | Personagem                       |
| --------------------------------- | -------------------------------- |
| Angélica                          | Tami Azeredo Palmeira de Castro  |
| Supla                             | Carlos Sampaio (Carlão)          |
| Selton Mello                      | Renan                            |
| Maria Mariana                     | Natália                          |
| Ricardo Costa                     | Ricardo Star                     |
| Rafael Ilha                       | Rafael Star                      |
| Alex Gill                         | Alex Star                        |
| Alan Frank                        | Alan Star                        |
| Márcia Monteiro                   | Isabela                          |
| Patrícia Perrone                  | Beta                             |
| Mariana Crochemore                | Paula                            |
| Leonardo Bricio                   | Vinagre                          |
| Renato Aragão                     | Zelador Didi                     |
| Dedé Santana                      | Cabo Dedé                        |
| Zacarias (creditado como Zacaria) | Cabo Zacarias                    |
| Mussum                            | Mago Mumu                        |
| Ewerton de Castro                 | Inspetor Anselmo                 |
| Jandira Martini                   | Diretora Alma                    |
| Fafy Siqueira                     | Cida                             |
| Gugu Liberato                     | Prof. Chopin Luís                |
| Cristina Prochaska                | Profª. Lisa                      |
| Marcelo Picchi                    | Prof. Léo                        |
| Sônia Clara                       | Ingrid                           |
| Nill                              | Décio Azeredo Palmeira de Castro |

## Trilha Sonora
- Pisa Em Mim - Supla
- Uma Escola Atrapalhada - Lincoln Olivetti
- Angelical Touch - Angélica
- Sou Como Sou - Polegar
- Uma Escola Atrapalhada  Claudia Olivetti e Nill

## Receptividade
Apesar de não ter tido uma boa receptividade da crítica, o filme foi um sucesso comercial, levando aos cinemas 2.571.095 espectadores.
Segundo o site Buzzfeed, este é "o filme adolescente definitivo do Brasil".

## Curiosidades
- Este foi o primeiro filme dos Trapalhões sem a palavra 'Trapalhões' no título.
- As músicas apresentadas em formato de "videoclipe" no filme são: "Angelical Touch", da Angélica; Pisa em Mim, do Supla; e "Sou como Sou", do Polegar.
- Em 2019, Angélica contou que sua mãe só permitiu que ela participasse do filme se não houvesse beijo[6]. É por isso que, na cena romântica entre Angélica e Supla, Supla dá apenas um beijo na mão de Angélica[7].